# Вервечниця
Вервечниця (Neotorularia) — рід квіткових рослин, що належать до родини Brassicaceae. Рід містить 10 видів, які ростуть від західного Середземномор'я до Монголії.
Види:
- Neotorularia aculeolata (Boiss.) Hedge & J.Léonard
- Neotorularia brevipes (Kar. & Kir.) Hedge & J.Léonard
- Neotorularia contortuplicata (Stephan ex Willd.) Hedge & J.Léonard
- Neotorularia dentata (Freyn & Sint.) Hedge & J.Léonard
- Neotorularia eldarica (Grossh.) V.E.Avet.
- Neotorularia grubovii (Botsch.) Botsch.
- Neotorularia rossica (O.E.Schulz) Hedge & J.Léonard
- Neotorularia tetracmoides (Boiss. & Hausskn.) Hedge & J.Léonard
- Neotorularia torulosa (Desf.) Hedge & J.Léonard

## Опис
Трави одно-, дворічні чи багаторічні з дерев'янистим каудексом. Стебла прямовисні чи лежачі, зазвичай кілька від основи. Прикореневі листки на ніжках чи сидячі, ілокраї, зубчасті чи перисто-розсічені. Стеблові листки часто схожі на прикореневі, рідко відсутні. Суцвіття небагатоквіткові. Чашолистки яйцюваті чи довгасті, прямі чи розпростерті, рідко відігнуті, голі чи запушені. Пелюстки білі чи рожеві, іноді жовтуваті, довші чи рідше коротші за чашолистки. Тичинок 6. Плід лінійний або рідше лінійно-довгастий, округлий у перерізі або 4-гранний, сидячий. Насіння однорядне, безкриле, довгасте або яйцеподібне, товсте.